# Voici venu le temps
Pour plus de détails, voir Fiche technique et Distribution.
Voici venu le temps est un film français réalisé par Alain Guiraudie, sorti en 2005.

## Synopsis
En des temps et des lieux indéterminés, la fille d'un riche propriétaire est enlevée par un bandit. Les guerriers se divisent : rester à la solde du propriétaire, retrouver la fille et toucher la prime, ou se battre.
Voici venu le temps où les guerriers d'Obitanie sont donc à nouveau sur le qui-vive, lancés à la poursuite de Manjas-Kébir, le bandit qui a enlevé la fille de Rixo Lomadis Bron, un riche propriétaire terrien qui règne en maître sur les bergers de la Montagne Pourpre.
Voici venu le temps où Rixo Lomadis Bron, accusant Manjas-Kébir d'avoir tué sa fille, exhorte tous les habitants du pays à traquer l'assassin... Et où Radovan Rémila Stoï, le plus grand guerrier de la contrée, s'élève contre cet acte insensé qui a toutes les chances de les mener à la guerre
Voici venu le temps où Fogo Lompla, guerrier de recherche hors pair et héros de l'histoire, commence à se poser des questions : sur l'introuvable Manjas-Kébir, sur son combat en faveur de la libération des bergers, sur sa vie de guerrier qui le voue à une perpétuelle errance, et sur ses histoires d'amour impossibles... A 35 ans, il aimerait 
Fogo est en effet tiraillé entre son amant Toba Louhan, un homme marié dont il est très amoureux mais qui n’est pas libre, et Rimamba Stomadis Boca qui refuse de céder à la passion.
On retrouve le scenario de La Force des choses dans une scène où Fogo, guerrier de recherche, Jonas Safran, guerrier d’attente et Radovan Rémila Stoï, guerrier de combat, font alliance et discutent de leurs méthodes différentes.  

## Fiche technique
- Titre : Voici venu le temps
- Réalisation : Alain Guiraudie
- Scénario : Alain Guiraudie et Catherine Ermakoff
- Photographie : Antoine Héberlé
- Musique : Jefferson Lembeye
- Pays d'origine :  France
- Format : couleur - 35 mm
- Genre : comédie
- Durée : 92 minutes
- Date de sortie : 13 juillet 2005

## Distribution
- Éric Bougnon : Fogo Lompla
- Guillaume Viry : Jonas Soforan
- Pierre Louis-Calixte : Radovan Remila Stoï
- Jacques Buron : Rimamba Stomadis Boca
- Jean Dalric : Toba Louhan
- François Gamard : Rixo Lomadis Bron
- Sylvie Milhaud : Gala Lomadis
- Marie Félix : Aube Lomadis Bron
- Jean Lescot : Chaouch Malines
- Manu Layotte : Gaston Lumière
- Valérie Donzelli : Soniéra Noubi-Datch
- Guillaume Rannou : Domano Réhon
- Alain Figlarz : Urbanos
- Dominique Bettenfeld : Manjas Kebir
- Stéphane Boucher : Manganala Rivonne
- Emmanuel Avena : Saphir du Matin